# 羅美蘭
羅美蘭（韓語：라미란，1975年3月6日—），韓國女演員。2021年憑藉《政客誠實中》获得第41屆青龍電影獎最佳女主角。
據韓聯社委託影業分析人士進行分析結果，自2007年至2017年9月，在觀影人數超過10萬名的影片中，演員羅美蘭共出演31部，位居第一。

## 演出作品

### 電視劇
- 2009年：MBC《男版灰姑娘》飾演 李Velvet
- 2011年：MBC《夥伴》
- 2012年：SBS《時尚王》飾演 裁縫師
- 2012年：MBC《The King 2 Hearts》
- 2012年：SBS《因為是你才喜歡》飾演 尹恭子
- 2013年：SBS《張玉貞，為愛而生》飾演 趙師錫之妻
- 2013年：tvN《沒禮貌的英愛小姐12》飾演 羅美蘭
- 2013年：JTBC《老大》飾演 羅美順
- 2013年：SBS《奇怪的保姆》飾演 楊美子
- 2013年：SBS《欲戴王冠，必承其重－繼承者們》飾演 明秀的母親
- 2013年：tvN《一起吃飯吧》飾演 羅美蘭（特別演出）
- 2014年：KBS《Drama Special－好漂亮！吳萬福》飾演 南美順
- 2014年：tvN《沒禮貌的英愛小姐13》飾演 羅美蘭
- 2014年：tvN《魔女的戀愛》飾演 白娜萊
- 2014年：JTBC《宥娜的街》飾演 康順
- 2014年：tvN《剩餘公主》飾演 Savelyn
- 2014年：MBC《Drama Festival－我人生中的惑》
- 2014年：KBS《鋼鐵人》飾演 朴Elisa
- 2015年：tvN《沒禮貌的英愛小姐14》飾演 羅美蘭
- 2015年：tvN《請回答1988》飾演 羅美蘭
- 2016年：SBS《回來吧大叔》飾演 Maya
- 2016年：KBS《月桂樹西裝店的紳士們》飾演 卜仙女
- 2016年：tvN《沒禮貌的英愛小姐15》飾演 羅美蘭
- 2017年：KBS《Drama Special－鄭長官的最後一周》飾演 鄭長官
- 2017年：tvN《復仇者社交俱樂部》飾演 洪桃熙
- 2017年：tvN《沒禮貌的英愛小姐16》飾演 羅美蘭
- 2018年：KBS《我們遇見的奇蹟》飾演 趙妍華
- 2018年：JTBC《Beauty Inside》飾演 韓世界
- 2019年：tvN《沒禮貌的英愛小姐17》飾演 羅美蘭
- 2019年：tvN《請融化我吧》飾演 姜玉鳳（第6集客串）
- 2019年：tvN《Black Dog》飾演 朴成順
- 2021年：MBN《綁匪－盜取命運》客串 寡婦
- 2022年：TVING《內科朴院長》飾演 史莫琳
- 2023年：JTBC《壞媽媽》飾演 陳英順
- 2023年：TVING《残酷的实习生》飾演 高海罗
- 2024年：JTBC《貞淑的推銷》飾演 金美蘭（特別出演）[2]
- 2024年：tvN《正年》飾演 姜笑福
- 2025年：tvN《機智住院醫生生活》飾演 銀行職員（特別出演）
- 2025年：MBC《走到月亮為止》飾演 姜恩尚

### 電影
- 2005年：《親切的金子》飾演 吳秀希
- 2006年：《淫亂書生》飾演 夫人1
- 2006年：《駭人怪物》
- 2007年：《村金庫連環盜竊事件（朝鲜语：마을금고 연쇄습격사건）》
- 2008年：《胡蘿蔔小姐（朝鲜语：미쓰 홍당무）》
- 2008年：《美人圖：私情畫慾》飾演 貞敬夫人(正2品)
- 2009年：《奔跑的烏龜（朝鲜语：거북이 달린다）》
- 2009年：《頂樓的大象（朝鲜语：펜트하우스 코끼리）》
- 2009年：《蝙蝠：血色情慾》飾演 劉護士
- 2010年：《奶奶強盜團（朝鲜语：육혈포 강도단）》
- 2010年：《殺不到的仇人（朝鲜语：죽이고 싶은）》
- 2010年：《開心鬼上身》飾演 鄰居
- 2011年：《賺錢羅曼史》飾演 房東
- 2011年：《我爱你（朝鲜语：그대를 사랑합니다 (영화)）》飾演 護士
- 2012年：《舞后》飾演 李明愛
- 2012年：《青春之歌》饰演 有线电视台PD
- 2012年：《醜男大變身》飾演 宋老師
- 2012年：《兩個月亮（朝鲜语：두 개의 달）》飾演 延順
- 2012年：《恐怖故事》飾演 代表
- 2012年：《共謀者》飾演 怠工1
- 2012年：《胡狼來了》飾演 清潔工
- 2013年：《戀愛的溫度》飾演 孫次長
- 2013年：《南方大作戰》(客串)
- 2013年：《特務K先生》飾演 養樂多小姐
- 2013年：《Act（朝鲜语：짓）》
- 2013年：《素媛》飾演 英錫的媽媽
- 2014年：《熱戀年代》飾演 金蘭英
- 2014年：《我的愛，我的新娘（朝鲜语：나의 사랑 나의 신부）》飾演 房東太太
- 2014年：《Big Match（朝鲜语：빅매치）》飾演 亨秀
- 2014年：《國際市場》飾演 尹花粉
- 2015年：《上班女郎（朝鲜语：워킹걸 (2015년 영화)）》飾演 陰順玉
- 2015年：《帥氣的噩夢》飾演 美善
- 2015年：《大虎（朝鲜语：대호）》飾演 七久的妻子
- 2015年：《喜馬拉雅》飾演 趙明愛
- 2016年：《鳳伊 金先達》飾演 尹菩薩
- 2016年：《德惠翁主》飾演 福順
- 2017年：《非正義搜查》飾演 宋真淑
- 2017年：《超級市長》飾演 楊珍珠
- 2019年：《我身體裡的那個傢伙》飾演 吳美善
- 2019年：《霹靂嬌鋒》飾演 朴美英
- 2020年：《政客誠實中》飾演 朱尚淑
- 2021年：《新年前夜》飾演 結婚博士美蘭（特別出演）
- 2022年：《正直的候選人2》飾演 朱尚淑
- 2022年：《歸鄉》飾演 英心
- 2022年：《高速公路家族》飾演 英善
- 2024年：《市民德熙》飾演 德熙
- 2025年：《 異能5：死了一個超人以後 》飾演 善女

## 綜藝節目
| 日期                        | 頻道 | 節目名稱                    | 备注  |
| --------------------------- | ---- | --------------------------- | ----- |
| 2014年3月22日—9月18日       | tvN  | 《更需要浪漫》              |       |
| 2014年8月24日—9月21日       | MBC  | 《真正的男人》（女軍特輯1） |       |
| 2016年4月8日—12月2日        | KBS2 | 《姐姐們的Slam Dunk》       |       |
| 2018年9月30日—2019年1月27日 | tvN  | 《週末使用說明書》          |       |
| 2024年2月18日—5月5日        | tvN  | 《帳篷外面是歐洲南法篇》    | [ 3 ] |
| 2024年10月17日—2025年1月2日 | tvN  | 《帳篷外面是歐洲義大利篇》  |       |

## 音樂作品
- 2016年：Unnies－《Shut Up (feat. 柳熙烈)》
- 2021年：羅美蘭 X Mirani －《RAMIRANI》

## 获奖与提名
| 年份   | 颁奖礼                     | 奖项                        | 作品                            | 结果 | 参考   |
| ------ | -------------------------- | --------------------------- | ------------------------------- | ---- | ------ |
| 2010年 | 第15屆釜山國際電影節       | 韩国电影导演协会奖 女演员奖 | 《独舞城》                      | 獲獎 |        |
| 2012年 | 第33届青龍電影獎           | 最佳女配角                  | 《舞后》                        | 提名 |        |
| 2012年 | 第49届大钟奖               | 最佳女配角                  | 《舞后》                        | 提名 |        |
| 2013年 | 第34屆青龍電影獎           | 最佳女配角                  | 《素媛》                        | 獲獎 | [ 4 ]  |
| 2014年 | 第5屆年度電影獎            | 最佳女配角                  | 《素媛》                        | 獲獎 | [ 5 ]  |
| 2014年 | 第50屆百想藝術大獎         | 电影部门 最佳女配角         | 《素媛》                        | 提名 |        |
| 2014年 | 第51届大钟奖               | 最佳女配角                  | 《素媛》                        | 提名 |        |
| 2014年 | 第35届青龍電影獎           | 最佳女配角                  | 《我的愛我的新娘》              | 提名 |        |
| 2014年 | MBC演藝大賞                | 實境部門女子優秀獎          | 《真正的男人》                  | 獲獎 |        |
| 2015年 | 第52届大钟奖               | 最佳女配角                  | 《國際市場》                    | 提名 |        |
| 2015年 | Max Movie電影獎            | 最佳女配角                  | 《國際市場》                    | 提名 |        |
| 2016年 | Max Movie電影獎            | 最佳女配角                  | 《喜马拉雅》                    | 獲獎 |        |
| 2016年 | 第21屆春史電影賞           | 最佳女配角                  | 《喜马拉雅》                    | 提名 |        |
| 2016年 | 第21屆春史電影賞           | 特别人氣獎                  | 《喜马拉雅》                    | 獲獎 |        |
| 2016年 | 第25届釜日电影奖           | 最佳女配角                  | 《喜马拉雅》                    | 提名 |        |
| 2016年 | 第52屆百想藝術大賞         | 電影部門 最佳女配角         | 《喜马拉雅》                    | 獲獎 | [ 6 ]  |
| 2016年 | 第52屆百想藝術大賞         | TV部门 最优秀演技奖         | 《請回答1988》                  | 提名 | [ 7 ]  |
| 2016年 | tvN10 Awards               | 抢镜女演员奖                | 《請回答1988》                  | 獲獎 | [ 8 ]  |
| 2016年 | 第10届CableTV放送大赏      | 人氣明星獎                  | 《請回答1988》                  | 獲獎 | [ 9 ]  |
| 2016年 | Scene Stealer Festival     | 年度抢镜演员奖              | 《請回答1988》                  | 獲獎 | [ 10 ] |
| 2016年 | MTN放送廣告Festival        | CF人氣明星獎                |                                 | 獲獎 |        |
| 2016年 | KBS演藝大賞                | 藝能部門女子最優秀獎        | 《姐姐們的Slam Dunk》           | 獲獎 |        |
| 2016年 | KBS演技大賞                | 女配角獎                    | 《月桂樹西裝店的紳士們》        | 獲獎 |        |
| 2016年 | KBS演技大賞                | 最佳情侶獎（與車仁杓）      | 《月桂樹西裝店的紳士們》        | 獲獎 |        |
| 2016年 | SBS演技大赏                | 奇幻连续剧 特别演技奖       | 《回來吧大叔》                  | 提名 |        |
| 2016年 | 第53屆大鐘獎               | 最佳女配角                  | 《德惠翁主》                    | 獲獎 |        |
| 2016年 | 第36届青龍電影獎           | 最佳女配角                  | 《德惠翁主》                    | 提名 |        |
| 2017年 | 第8屆年度電影獎            | 最佳女配角                  | 《德惠翁主》                    | 獲獎 | [ 11 ] |
| 2017年 | 第53屆百想藝術大獎         | 电影部门 最佳女配角         | 《德惠翁主》                    | 提名 |        |
| 2017年 | 第26届釜日电影奖           | 最佳女配角                  | 《德惠翁主》                    | 提名 |        |
| 2017年 | 第22屆春史電影賞           | 最佳女配角                  | 《德惠翁主》                    | 提名 |        |
| 2017年 | KBS演技大賞                | 聯作‧獨幕劇女演员獎         | 《鄭長官的最後一周》            | 獲獎 |        |
| 2018年 | 第6届APAN Star Awards      | 最佳女配角                  | 《我們遇見的奇蹟》              | 提名 | [ 12 ] |
| 2018年 | KBS演技大赏                | 中长篇连续剧 优秀演技奖     | 《我們遇見的奇蹟》              | 獲獎 | [ 13 ] |
| 2018年 | KBS演技大赏                | 最佳情侣奖（与金明民）      | 《我們遇見的奇蹟》              | 獲獎 | [ 13 ] |
| 2018年 | KBS演技大赏                | 最佳情侣奖（与KAI）         | 《我們遇見的奇蹟》              | 提名 | [ 13 ] |
| 2018年 | 第54屆百想藝術大獎         | TV部门 最佳女配角           | 《付岩洞復仇者們》              | 提名 | [ 14 ] |
| 2021年 | 第41屆青龍電影獎           | 最佳女主角                  | 《政客誠實中》                  | 獲獎 | [ 15 ] |
| 2021年 | 第26屆春史電影賞           | 最佳女主角                  | 《政客誠實中》                  | 提名 |        |
| 2021年 | 2021品牌顾客忠诚度大奖     | 电影部门 最佳女演员         | 《政客誠實中》                  | 提名 | [ 16 ] |
| 2023年 | 第43届黄金摄影奖           | 人气奖                      | 《正直的候选人2》               | 獲獎 | [ 17 ] |
| 2023年 | 第31届大韩民国文化演艺大奖 | 电视剧部门 最优秀女演员奖   | - 《坏妈妈》 - 《残酷的实习生》 | 獲獎 | [ 18 ] |
| 2024年 | 第60屆百想藝術大獎         | TV部門 女子最優秀演技賞     | 《壞媽媽》                      | 提名 |        |
| 2024年 | 第60屆百想藝術大獎         | 電影部門 女子最優秀演技賞   | 《金派特攻隊》                  | 提名 |        |
| 2024年 | 第33屆釜日電影獎           | 最佳女主角                  | 《金派特攻隊》                  | 提名 |        |
| 2024年 | 第45屆青龍電影獎           | 最佳女主角                  | 《金派特攻隊》                  | 提名 |        |
| 2024年 | 年度女性电影人奖           | 年度女性电影人奖            | 《金派特攻隊》                  | 獲獎 | [ 19 ] |

## 外部連結
- 羅美蘭的Instagram帳戶
- YouTube上的羅美蘭頻道
- 羅美蘭在NAVER上的资料
- 羅美蘭在Daum上的资料